# Franz Josef Holzinger
Pour les articles homonymes, voir Holzinger.
 (septembre 2024).
La mise en forme du texte ne suit pas les recommandations de Wikipédia : il faut le « wikifier ».
Les points d'amélioration suivants sont les cas les plus fréquents :
- Les titres sont pré-formatés par le logiciel. Ils ne sont ni en capitales, ni en gras.
- Le texte ne doit pas être écrit en capitales (les noms de famille non plus), ni en gras, ni en italique, ni en « petit »…
- Le gras n'est utilisé que pour surligner le titre de l'article dans l'introduction, une seule fois.
- L'italique est rarement utilisé : mots en langue étrangère, titres d'œuvres, noms de bateaux, etc.
- Les citations ne sont pas en italique mais en corps de texte normal. Elles sont entourées par des guillemets français : « et ».
- Les listes à puces sont à éviter, des paragraphes rédigés étant largement préférés. Les tableaux sont à réserver à la présentation de données structurées (résultats, etc.).
- Les appels de note de bas de page (petits chiffres en exposant, introduits par l'outil «  Source ») sont à placer entre la fin de phrase et le point final[comme ça].
- Les liens internes (vers d'autres articles de Wikipédia) sont à choisir avec parcimonie. Créez des liens vers des articles approfondissant le sujet. Les termes génériques sans rapport avec le sujet sont à éviter, ainsi que les répétitions de liens vers un même terme.
- Les liens externes sont à placer uniquement dans une section « Liens externes », à la fin de l'article. Ces liens sont à choisir avec parcimonie suivant les règles définies. Si un lien sert de source à l'article, son insertion dans le texte est à faire par les notes de bas de page.
- La présentation des références doit suivre les conventions bibliographiques. Il est recommandé d'utiliser les modèles {{Ouvrage}}, {{Chapitre}}, {{Article}}, {{Lien web}} et/ou {{Bibliographie}}. Le mode d'édition visuel peut mettre en forme automatiquement les références.
- Insérer une infobox (cadre d'informations à droite) n'est pas obligatoire pour parachever la mise en page.

Pour une aide détaillée, merci de consulter Aide:Wikification.
Si vous pensez que ces points ont été résolus, vous pouvez retirer ce bandeau et améliorer la mise en forme d'un autre article.

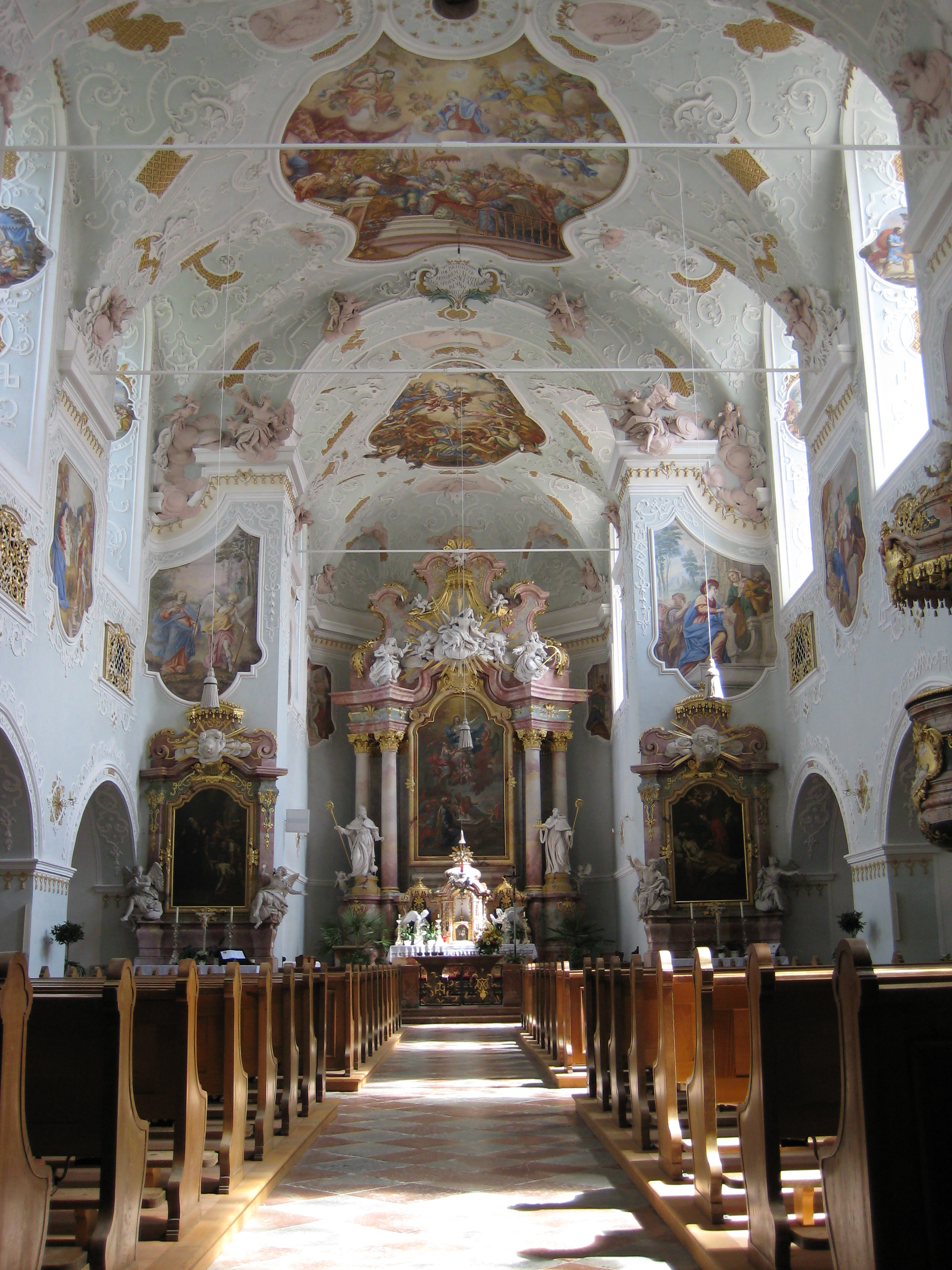
Stucs d'Holzinger dans l'église de l'abbaye de Vornbach.

Franz Josef Holzinger, également Franz Ignaz Holzinger. (né en 1691 à Vöcklabruck, Haute-Autriche et mort le 14 août 1775 à Sankt Florian, Haute-Autriche ; né Franz Joseph Ignatius Holzinger) est un stucateur et un sculpteur du baroque en Bavière et en Autriche.

## Biographie
Franz Josef Holzinger est le fils du stucateur Johann Georg Holzinger, avec lequel il est mentionné pour la première fois en 1718. Il vit d'abord à Schörfling, puis en 1720 à Linz et à partir de 1724 à Sankt Florian. Il y possède une maison et effectue de nombreux travaux pour l'abbaye. En 1728, un enfant est baptisé à Sankt Florian. Il compte (probablement) parmi ses élèves Johann Baptist Modler (de). D'après Rudolf Guby (de), l'élément de style le plus caractéristique d'Holzinger est le rubanage (de) allongé et varié qu'il utilise en blanc sur fond coloré ou en couleur sur fond blanc, ainsi que l'utilisation parcimonieuse de rocaille.

## Œuvres
en Autriche
- Église de pèlerinage de Stadl-Paura (de):  décoration (1718 à 1724)
- Abbaye de Wilhering: stucage de l'église de l'abbaye commencé par Holzinger (1739 à 1741) ; après l'interruption des travaux par la guerre de Succession d'Autriche, achevé par Johann Michael Feuchtmayer le Jeune (de) et Johann Georg Üblhör (de)
- Église d'Aurolzmünster (de): maître-autel et stucs dans l'église paroissiale (vers 1730)
- Abbaye d'Altenburg: stuc de l'église de l'abbaye (1730/33)
- Abbaye de Saint-Florian: stucs dans l'abbaye (en 1719, chambre de réception de l'abbé, salle des escargots, archives ; de 1724 à 1727, salle des marbres et sala terrena ; jusqu'en 1750, chambre du gouverneur et chambre de parade, chambres impériales, réfectoire d'été, chambre de la table des prélats, sacristie des prélats, galerie d'images et décoration du château d'Hohenbrunn).

en Bavière
- Abbaye de Metten: stucs et autels latéraux dans l'église de l'abbaye (des six autels latéraux initiaux, réalisés par Holzinger en marbre stuqué, seuls quatre sont conservés ; les deux du milieu sont supprimés au XIXe siècle) ; stucs de la bibliothèque de l'abbaye (1722 à 1724)
- Église abbatiale de Niederaltaich (de): stucs dans l'église de l'abbaye avec les frères d'Allio (vers 1725).
- Abbaye de Rinchnach: stucs dans l'ancienne église de l'abbaye (1727)
- Abbaye de Vornbach: stucs et autels dans l'ancienne église de l'abbaye (1728 à 1733)
- Château de Kleeberg (de): figures latérales de l'autel de la chapelle

en Slovénie
- Velika Nedelja (de) (en allemand: Großsonntag): maître-autel de l'église paroissiale de la Sainte-Trinité (vers 1770)